# Protoctenius bogatschevi
Protoctenius bogatschevi är en skalbaggsart som beskrevs av Medvedev 1952. Protoctenius bogatschevi ingår i släktet Protoctenius och familjen Melolonthidae. Inga underarter finns listade i Catalogue of Life.